# Superliga de voleibol 2021-22
La Superliga Masculina de Voleibol de España 2021-22 (también conocida como SVM o Superliga) es la 58.ª edición de la máxima categoría del voleibol español. Esta edición de la Superliga Masculina de Voleibol consta de dos fases: la liga regular y los Play Offs por el título. El torneo lo organiza la Real Federación Española de Voleibol (RFEVb).
A  diferencia de la anterior edición, esta temporada se volvió a reducir el número de equipos de 14 a 12 después de la temporada post COVID-19. Así, se volvía a un formato más concentrado y sin jornadas nacionales intersemanales.

## Sistema de competición
Consta de un grupo único integrado por doce clubes de toda la geografía española, dos menos que en la anterior edición. Primero, siguiendo un sistema de liga regular, los doce equipos se enfrentan todos contra todos en dos ocasiones, una en campo propio y otra en campo contrario, sumando un total de 22 jornadas. El orden de los encuentros se decide por sorteo antes de empezar la competición. La clasificación final se establece teniendo en cuenta los puntos obtenidos en cada enfrentamiento, a razón de tres por partido ganado con un resultado de 3-1 o 3-0, dos por partido ganado por 3-2, uno por partido perdido por 2-3 y ninguno en caso de perder por 1-3 o 0-3.
Como medida excepcional y para devolver a la competición a su capacidad normal en los últimos años, la Real Federación Española de Voleibol (RFEVb) estipuló una cantidad mayor de descensos para esta campaña. Los equipos que perderían la categoría son los cuatro últimos, es decir, los que estén entre la undécima y decimocuarta posición. Estos equipos, competirían el año siguiente en Superliga 2.
Clasificación para la LXXI Copa del Rey
La RFEVB da la posibilidad de clasificarse para la Copa del Rey de Voleibol a los equipos que ocupan las 7 primeras plazas de la clasificación al finalizar la primera vuelta (13 partidos) y al equipo organizador, o en el caso de que no haya a los 8 primeros en la primera vuelta, de participar en la Copa del Rey de Voleibol 2022.
Clasificación para competiciones continentales
La CEV otorga a la Superliga española 2 plazas de clasificación para competiciones continentales, que se distribuyen de la siguiente forma:
- El campeón de los Play Offs y por lo tanto de la Superliga acceden a disputar la tercera ronda de clasificación a CEV Champions League. En caso de perder, jugaría los sesenta y cuatroavos de final de la CEV Cup.
- El subcampeón de la Superliga accede a disputar los treintaidosavos de final de la Challenge Cup.

Nota: Estas reglas solo son aplicables a la temporada actual, ya que pueden variar de un año a otro. Por lo tanto, no se deben tener en cuenta los casos de temporadas anteriores ni posteriores.

## Equipos participantes

### Equipos por comunidad autónoma
| N.° | Comunidad autónoma         | Equipos                                                             |
| --- | -------------------------- | ------------------------------------------------------------------- |
| 3   | Islas Baleares             | Club Voleibol Palma, C.V. Manacor y Club Voleibol Ibiza             |
| 3   | Galicia                    | Arenal Emevé, Cabo de Cruz Boiro Voleibol y Aldebarán San Sadurniño |
| 1   | Comunidad Valenciana       | Léleman Voleibol Valencia                                           |
| 1   | Aragón                     | Club Voleibol Teruel                                                |
| 1   | Castilla y León            | C.D. Voleibol Río Duero Soria                                       |
| 1   | Andalucía                  | Club Voleibol Almería                                               |
| 1   | Ciudad Autónoma de Melilla | C.V. Melilla                                                        |
| 1   | Islas Canarias             | Club Voleibol Guaguas                                               |

### Ascensos y descensos
Un total de 12 equipos disputan la Superliga: los 10 clasificados de la Superliga masculina de voleibol de España 2020-21 y los finalistas de la Superliga 2 Masculina de Voleibol de España 2020-21.
| Pos. | Descendidos de Superliga |
| ---- | ------------------------ |
| 11.º | Textil Santanderina      |
| 12.º | UBE L'Illa Grau          |
| 13.º | FCB Voleibol             |
| 14.º | Club Voleibol Almoradí   |

| Pos. | Ascendidos de Superliga 2 |
| ---- | ------------------------- |
| 1.º  | Aldebarán San Sadurniño   |
| 2.º  | Léleman Voleibol Valencia |

### Información de los equipos
| Equipo                        | Nombre en competición      | Sede                       | Comunidad autónoma   | Entrenador                      | Pabellón                                | Capacidad | Proveedor  |
| ----------------------------- | -------------------------- | -------------------------- | -------------------- | ------------------------------- | --------------------------------------- | --------- | ---------- |
| C.V. Melilla                  | Melilla Sport Capital      | Melilla                    | Melilla              | Salim Abdelkader                | Pabellón Javier Imbroda                 | 2.900     | Rasán      |
| Club Voleibol Palma           | Urbia Uenergua Voley Palma | Palma de Mallorca          | Islas Baleares       | Marcos Dreyer                   | Palacio Municipal de Deportes Son Moix  | 5.076     | Hummel     |
| Club Voleibol Teruel          | CV Teruel                  | Teruel                     | Aragón               | Miguel Rivera                   | Pabellón Municipal Los Planos           | 4.000     | Mercury    |
| Club Voleibol Emevé           | Arenal Emevé               | Lugo                       | Galicia              | Diego Taboada                   | Pabellón Municipal de Lugo              | 2.500     | Hummel     |
| Club Voleibol Valencia        | Léleman Voleibol Valencia  | Valencia                   | Comunidad Valenciana | Pablo Díaz Navarro              | Pabellón Benicalap Sur                  | 300       | Luanvi     |
| C.D. Voleibol Río Duero Soria | Río Duero Soria            | Soria                      | Castilla y León      | Luís Alberto Toribio            | Pabellón Polideportivo de Los Pajaritos | 1.200     | Sport Tech |
| C.V. Manacor                  | Conectabalear CV Manacor   | Manacor                    | Islas Baleares       | Luis Enrique Molada Miró        | Na Capellera                            | 900       | Hummel     |
| Aldebarán San Sadurniño       | Intasa San Sadurniño       | San Sadurniño              | Galicia              | Hernán Pesci                    | Pabellón Municipal San Sadurniño        | 300       | Joma       |
| Club Voleibol Almería         | Unicaja Costa de Almería   | Almería                    | Andalucía            | Manuel Berenguel                | Pabellón Moisés Ruiz                    | 2.000     | Joma       |
| Club Voleibol Ibiza           | Ushuaïa Ibiza Vóley        | Ibiza                      | Islas Baleares       | Bandera de ?                    | Polideportivo de "Es Viver"             | 400       | Kappa      |
| Club Voleibol Guaguas         | CV Guaguas                 | Las Palmas de Gran Canaria | Canarias             | Sergio Miguel Camarero          | Centro Insular de Deportes              | 5.200     | Luanvi     |
| Rotogal Boiro                 | Rotagal Boiro              | Boiro                      | Galicia              | Emilio Gervasio Palacio Álvarez | Pabellón A Cachada                      | 400       | Erreà      |

## Clasificación
|                                                                                                  | Equipo                   | Puntos | J  | G3 | G2 | P1 | P0 | SF | SC | PF   | PC   |
| ------------------------------------------------------------------------------------------------ | ------------------------ | ------ | -- | -- | -- | -- | -- | -- | -- | ---- | ---- |
| 1                                                                                                | Melilla Sport Capital VB | 54     | 22 | 14 | 4  | 4  | 0  | 62 | 23 | 1996 | 1738 |
| 2                                                                                                | Club Voleibol Almería    | 53     | 22 | 16 | 2  | 1  | 3  | 57 | 24 | 1765 | 1628 |
| 3                                                                                                | Club Voleibol Guaguas    | 48     | 22 | 15 | 1  | 1  | 5  | 54 | 25 | 1891 | 1648 |
| 4                                                                                                | Río Duero Soria          | 42     | 22 | 11 | 4  | 1  | 6  | 50 | 31 | 1904 | 1708 |
| 5                                                                                                | Fenie Energía CV Palma   | 37     | 22 | 10 | 3  | 1  | 8  | 46 | 38 | 1902 | 1869 |
| 6                                                                                                | Club Voleibol Teruel     | 37     | 22 | 9  | 3  | 4  | 6  | 47 | 41 | 1986 | 1951 |
| 7                                                                                                | Rotogal Boiro            | 35     | 22 | 8  | 2  | 7  | 5  | 47 | 42 | 1970 | 1923 |
| 8                                                                                                | ConectaBalear CV Manacor | 33     | 22 | 10 | 1  | 1  | 10 | 40 | 40 | 1800 | 1793 |
| 9                                                                                                | Léleman VB Valencia      | 19     | 22 | 3  | 4  | 2  | 13 | 27 | 54 | 1801 | 1820 |
| 10                                                                                               | Arenal Emevé             | 18     | 22 | 3  | 3  | 3  | 13 | 28 | 56 | 1703 | 1942 |
| 11                                                                                               | Intasa San Sadurniño     | 11     | 22 | 2  | 1  | 3  | 16 | 19 | 60 | 1569 | 1988 |
| 12                                                                                               | UD Ibiza Ushuaïa Vóley   | 9      | 22 | 3  | 0  | 0  | 19 | 16 | 59 | 1527 | 1806 |
| Fuente: Federación Española de Voleibol: Clasificación de la Superliga; actualización automática |                          |        |    |    |    |    |    |    |    |      |      |